# Митрески, Игор
И́гор Митре́ски (макед. Игор Митрески; 19 февраля 1979, Струга, Социалистическая Республика Македония, Югославия) — македонский футболист, защитник. Входит в десятку игроков, сыгравших наибольшее количество матчей за сборную Македонии.

## Биография

### Клубная карьера
Игор Митрески начал свою карьеру в клубе «Македония» из города Скопье в 1997 году. В период с 1997 по 2001 год Игор выступал за различные клубы из Македонии. В 2001 году Игор перешёл в московский «Спартак», где играл до 2004 года. Всего в составе красно-белых Игор провёл 117 матчей, что стало третьим результатом среди легионеров «Спартака». Выступления Игора пришлись на самые тяжёлые времена для клуба в 2000-е годы, когда грянула смена руководства, что повлекло крайне высокую текучку кадров в составе команды. Митрески играл в команде не только при Олеге Романцеве, но и Андрее Чернышове.
В чемпионате России 2001 года Митрески сыграл 27 встреч, в которых получил 14 жёлтых карточек и две красных (одну красную получил после второй жёлтой). Прямую красную карточку он заработал в 4-м туре чемпионата России в игре против «Ротора» (победа 1:0), когда на 74-й минуте совершил фол последней надежды, уронив Валерия Есипова, хотя тренерский штаб настаивал, что Есипов сам споткнулся о Митрески. При этом газета «Спорт-Экспресс» по 10-балльной шкале выставила Митрески 7 баллов, назвав его и Максима Калиниченко лучшими игроками встречи: Калиниченко забил первый и единственный гол в матче на 14-й минуте, а Митрески на 54-й минуте выбил головой мяч из пустых ворот. В следующем матче «Спартака» — четвертьфинале Кубка России против саратовского «Сокола», прошедшем 11 апреля — Митрески не вышел на поле, а его клуб сенсационно проиграл саратовцам 1:3.
В матче 27-го тура против «Анжи» (победа 2:1) он заработал две жёлтые карточки на 28-й и 33-й минутах и был удалён с поля, что стало пятым удалением для «спартаковцев» в том сезоне.
В 2004 году новый тренер Александр Старков принял решение отправить Митрески в «дубль» без объяснения причин: это стало поводом для Игора, чтобы уйти из команды. С помощью агента Митрески разорвал контракт со «Спартаком» по обоюдному согласию, но в связи с закрытием трансферного окна оставался долгое время без клуба.
Помог ему Вячеслав Грозный, который пригласил Игора выступать за запорожский «Металлург», где тот отыграл 12 матчей. В контракте у Митрески было приписано, что в случае выгодного предложения от другого клуба Митрески мог перейти в этот клуб, и трансферная стоимость также была оговорена в контракте. Митрески воспользовался этим, и перешёл в «Бейтар» из Иерусалима. Проведя в «Бейтаре» 10 матчей, Игор был отдан в аренду немецкому «Энерги» из Котбуса. В новом клубе Игор сразу стал неизменным игроком обороны немецкого клуба. Проведя год в аренде, Игор остался в «Энерги», его клуб выкупил права на футболиста у «Бейтара», к тому же Игор настаивал на уходе из «Бейтара» в связи с тем, что ему не платили полгода зарплату. Контракт с Митрески был подписан на 3 года до 2010 года.
9 января 2009 года Игор на правах аренды перешёл в бельгийский клуб «Жерминаль Беерсхот», срок аренды составил шесть месяцев, за это время Митрески сыграл в чемпионате Бельгии 16 матчей. После окончания аренды Игор вернулся в «Энерги». В январе 2010 года болгарский клуб ЦСКА подписал Митрески сроком на два года. Сумма отступных составила 300 тысяч евро. С августа 2010 года по июль 2014 года выступал за бакинский «Нефтчи». После завершения карьеры был назначен на должность спортивного директора клуба «Шкендия».

### В сборной
С 2001 по 2011 годы Игор Митрески сыграл 70 матчей за сборную Республики Македония, забив 25 мая 2006 года свой единственный гол за сборную в матче против Эквадора (македонцы победили 2:1, причём Митрески забил гол с пенальти). Из-за конфликта с тренером сборной Николой Илиевским Игор долгое время не вызывался в сборную: федерация в 2002—2003 годах экономила на перелётах для легионеров и выбирала рейсы с пересадками по 8-10 часов, что возмущало Митрески, однако Илиевский игнорировал все его претензии. После увольнения Илиевского Игор вернулся в команду.
За свою карьеру Митрески заработал 13 жёлтых карточек, а также отметился рядом курьёзов. В игре 28 марта 2001 года против Турции срезал мяч в собственные ворота, а 8 сентября 2007 года в игре против России промахнулся с 11-метровой отметки (удар взял Вячеслав Малафеев). После этого промаха, по словам Митрески, его подвергли остракизму на родине.
2 июня 2004 года он сыграл за сборную легионеров чемпионата России в товарищеском матче против сборной России.

### После игровой карьеры
По завершении игровой карьеры Митрески стал скаутом-фрилансером, который занимается сбором информации по просьбе агентов об игроках. Несколько раз ему предлагали занять пост спортивного директора в командах, но он отказался. В 2017 году Митрески получил приглашение от Марко Трабукки войти в штаб московского «Спартака», но не принял предложение, а в 2019 году отказался входить в штаб сборной Северной Македонии, сославшись на неопределённость в руководстве национальной федерации футбола.

### Семья
Воспитывает троих детей: дочь и двух сыновей. Сыновья играют в академии «Вардара». Дети знают русский, английский и немецкий языки.

## Стиль игры
Играя в обороне «Спартака», Митрески нередко в случае выхода нападающих противника один-на-один поворачивался спиной и блокировал прорыв оппонента, за что судьи наказывали его жёлтыми и даже красными карточками. Сам Митрески неоднократно возмущался подобному толкованию эпизодов.

## Достижения
Спартак
- Чемпион России: 2001
- Бронзовый призёр: 2002
- Обладатель Кубка России : 2002/03

 Нефтчи (Баку)
- Чемпион Азербайджана: 2010/11, 2011/12, 2012/13
- Обладатель Кубка Азербайджана: 2013